# Chowdlapura, Kadur
Chowdlapura là một làng thuộc tehsil Kadur, huyện Chikmagalur, bang Karnataka, Ấn Độ.